# Valhajsflickan
Valhajsflickan - en sann berättelse om och av en överlevare är en självbiografisk bok av artisten Nilla Nielsen, utgiven 28 januari 2014.  Boken är Nielsens debut som författare och har även ett medföljande soundtrack med låtar som har anknytning till berättelsen.
Valhajsflickan börjar på sjukhuset månaderna efter att Nilla Nielsen hade skadats allvarligt i tsunamikatastrofen i Thailand 2004. En månad efter att Nilla hade släppt sitt debutalbum åkte hon till Thailand på semester. Då kom katastrofen som drabbade Nilla och tusentals andra. Boken handlar om att överleva och komma tillbaka. Men den handlar också om hennes liv som artist, om resor, dykning och relationer.
Nillas bokdebut har fått stor uppmärksamhet i tidningar, radio och på sociala medier. Helsingborgs Dagblad skrev: 
”Den 26 december 2004 drog tsunamin in över turistön – och förändrade Nilla Nielsens liv för alltid. Självbiografin "Valhajsflickan" handlar om kampen för att hitta tillbaka.” (12/1 2014)

## Valhajsflickans kapitel
- Drivved
- Ärr
- Träden sjöng för mig
- Om kärlek
- Déjà vu
- Vu jade
- Valhajsflickan
- Stillheten
- Jag är bara människa
- MAS i Malmö
- Nio liv
- Dominikanskahelvetesrepubliken
- Våga
- Min bror
- The Panodil Junkie
- Tacksamhet
- Spindeln och gråsuggan
- Mowgli
- Det glittrar i min mage
- Campus
- Himalaya
- Konsten att flyga
- Dansar med hajar
- If this lake is so holy why is salvation so thin?
- Paradiset
- Venezuela
- Pappas flicka
- Familj
- Så kom Han då till slut
- Själsfränder
- Jag har sårat
- Tre änglar
- Det Stora Blå
- Skogsmänniskor
- Den röda tråden
- Naken

## Låtlista på soundtrack
1. Himmelen måste saknat sin ängel - (Nilla Nielsen)
2. Higher Ground - (Nilla Nielsen)
3. Black Water - (Nilla Nielsen)
4. The Mister Song - (Nilla Nielsen)
5. The UFO Song (the Guinea Pig Song) - (Nilla Nielsen)
6. Sima - (Nilla Nielsen)
7. Blood Money / American Honey - (Nilla Nielsen)
8. The Girl You Used to Know - (Nilla Nielsen)
9. Man from the North  - (Nilla Nielsen)
10. Bite Me - (Nilla Nielsen)
11. Hymn for Orangutan (Lullaby for the Wounded) - (Nilla Nielsen)

## Fotnoter
1. ↑  ”Intervju om Valhajsflickan”, Helsingborgs Dagblad, 12/1 2014
2. ↑  ”Intervju om Valhajsflickan”, Lokaltidningen Helsingborg, 15/1 2014
3. ↑  ”Intervju om Valhajsflickan” Arkiverad 8 maj 2014 hämtat från the Wayback Machine., Radio4U, 10/2 2014